# چلسی هندلر
چلسی جوی هندلر (زاده ۲۵ فوریه ۱۹۷۵)یک کمدین، بازیگر، نویسنده، مجری تلویزیونی و تهیه‌کننده آمریکایی است. از فیلم‌هایی که وی در آن نقش داشته است، می‌توان به هاپ و این یعنی جنگ اشاره کرد.